# Pegasus (Nowa Zelandia)
Pegasus – miasto w Nowej Zelandii, na Wyspie Południowej, w regionie Canterbury.